# Восьмий апеляційний адміністративний суд

Юрисдикція суду

Восьмий апеляційний адміністративний суд — апеляційний спеціалізований адміністративний суд, розміщений у місті Львові. Юрисдикція суду поширюється на Волинську, Закарпатську, Івано-Франківську, Львівську, Рівненську та Тернопільську області.
Суд утворений 27 червня 2018 року на виконання Указу Президента «Про ліквідацію апеляційних адміністративних судів та утворення апеляційних адміністративних судів в апеляційних округах» від 29 грудня 2017 року, згідно з яким мають бути ліквідовані апеляційні адміністративні суди та утворені нові суди в апеляційних округах.
Львівський апеляційний адміністративний суд здійснював правосуддя до початку роботи нового суду, що відбулося 3 жовтня 2018 року.
Указ Президента про переведення суддів до нового суду прийнятий 28 вересня 2018 року.

## Апеляційний адміністративний округ
Межі апеляційного адміністративного округу, тобто території, апеляційним адміністративним судом якої зараз є 8ААС, змінювалася декілька разів починаючи з 2004 року.
| Рік:     | 16.11.2004— 17.10.2008                                                                              | 17.10.2008— 17.08.2010                                 | 17.08.2010— 03.10.2018                                           | 03.10.2018—                                                                 |
| -------- | --------------------------------------------------------------------------------------------------- | ------------------------------------------------------ | ---------------------------------------------------------------- | --------------------------------------------------------------------------- |
| Області: | Волинська Закарпатська Івано-Франківська Львівська Рівненська Тернопільська Хмельницька Чернівецька | Закарпатська Івано-Франківська Львівська Тернопільська | Волинська Закарпатська Івано-Франківська Львівська Тернопільська | Волинська Закарпатська Івано-Франківська Львівська Рівненська Тернопільська |

## Структура
Структура суду передбачає посади голови суду, його заступників, суддів, керівника апарату, його заступників, помічників суддів, секретарів судових засідань, інші структурні підрозділи.
Спеціалізація суддів не відображена на сайті.

## Керівництво
Голова суду — Затолочний Віталій Семенович
 Заступник голови суду  — Нос Степан Петрович
 Керівник апарату — Пашковський Сергій Миронович
Заступник керівника апарату суду — Гультяєв Євген Вікторович.